# Firizu, Mehedinți
Firizu este un sat în comuna Ilovăț din județul Mehedinți, Oltenia, România.
Satul mai era cunoscut în perioada comunistă pentru faptul că aici locuia cel mai bătrân român, Ilie Stamate, zis Mandău, cel mai vârstnic bărbat din România, care a murit în anul 1966 la vârsta de 138 de ani.